# William Christopher Hayes
William Christopher Hayes (né à Hempstead le 21 mars 1903 - mort à New York le 10 juillet 1963) est un égyptologue américain travaillant pour le compte du Metropolitan Museum of Art.
En 1936, en compagnie d'A. Lansing, il découvre le cercueil de Ramosé (père de Sénènmout) sous la dalle de la tombe TT71, celle de Sénènmout, dans la nécropole thébaine.
En 1956, il est conseiller à la production du film Les Dix Commandements.

## Publications
- Royal sarcophagi of the XVIII dynasty (Princeton monographs in art and archaeology : Quarto series. XIX), Princeton university press, 1935 (ASIN B000874326) ;
- Glazed tiles from a palace of Ramesses II at Kantir, Metropolitan Museum of Art, 1937 (ASIN B000857D1Q) ;
- Ostraka and name stones from the tomb of Sen-Mut (no. 71) at Thebes, Arno Press, 1942 (réimpr. 1973), 56 p. (ISBN 978-0-405-02239-5) ;
- The scepter of Egypt, Harvard University Press, 1953 (ASIN B0007DMNVY) ;
- The Scepter of Egypt. A background for the study of Egyptian antiquities in the Metropolitan Museum of Art, vol. I : From the earliest times to the end of the Middle Kingdom, Metropolitan Museum of Art, 1953 ;
- Egypt, Internal Affairs from Tuthmosis I to the Death of Amenophis III. Part 2., Cambridge U.P, 1962 (ISBN 978-0-521-04434-9) ;
- The Scepter of Egypt. A background for the study of Egyptian antiquities in the Metropolitan Museum of Art, vol. II : The Hyksos Period and the New Kingdom (1675 - 1080 B. C), Metropolitan Museum of Art, 1959 (réimpr. 1968) (ASIN B001BSRKXU) ;
- Chronology : Egypt-to end of twentieth dynasty, Cambridge University Press, 1964 (ASIN B0007J69PO).